# Grace Williams
Grace Mary Williams (født 19. februar 1906 i Barry, Wales, død 10. februar 1977) var en walisisk komponist, pianist og lærer.
Williams studerede som barn klaver privat og senere komposition på Universitetet i Cardiff, og på Royal College of Music i London hos Ralph Vaughan Williams og Gordon Jacob. Hun skrev to symfonier, orkesterværker, kammermusik, en opera, koncertmusik, balletmusik, korværker etc. Hun underviste i komposition på forskellige musikskoler i London under 2. verdenskrig. Williams er den mest betydningsfulde kvindelige komponist fra Wales.

## Udvalgte værker
- Symfoni nr. 1 (1943) - for okrkester
- Symfoni nr. 2 (1956, Rev. 1975) - for orkester
- Symfoni Koncertante (1941) - for klaver og orkester
- Penillion (1955) - for orkester
- Hav skitser (1944) - for strygeorkester
- Fantasi over Walisiske Børnehave melodier (1940) - for strygeorkester
- Trompetkoncert (1963) - for trompet og orkester
- Ballader (1968) - for orkester